# NGC 2948
NGC 2948 (другие обозначения — UGC 5141, MCG 1-25-7, ZWG 35.20, IRAS09363+0710, PGC 27518) — спиральная галактика с перемычкой (SBbc). Находится на расстоянии около 217 млн световых лет в созвездии Льва. Открыта Уильямом Гершелем в 1786 году.
Этот объект входит в число перечисленных в оригинальной редакции «Нового общего каталога».

## Свойства
Диаметр составляет 120 тыс. световых лет. Удаляется со скоростью 4852 км/с. Галактика обращена плоскостью диска к наблюдателю, имеет очень маленькое яркое ядро и узкую перемычку. Спиральные рукава яркие вблизи точек выхода из перемычки и тускнеют при удалении от неё. Рукава тонкие, с яркими узлами на них, два направлены на юг, два на север.

## Объект для любительских наблюдений
В любительский телескоп средней апертуры при большом увеличении галактика визуально наблюдается как объект умеренной яркости, овальной формы, вытянутый с севера на юг. Можно с трудом разглядеть тусклое звездообразное ядро. Края диффузные, плохо очерченные. К юго-востоку от края — слабая звезда поля.